# Papa Wemba
Jules Shungu Wembadio Pene Kikumba, conocido artísticamente como Papa Wemba (Lubefu, 14 de junio de 1949-Abiyán, 24 de abril de 2016), fue un músico congoleño de rumba africana (más tarde conocida como soukous). Fue uno de los músicos más conocidos de África y destacado en World music. También fue un icono de la moda que popularizó fuera de África el estilo y apariencias Sape a través de su grupo musical Viva la Música, con quien actuó en escenarios por todo el mundo.

## Discografía
- Pauline (1970, Zaiko Langa Langa)
- L'Amoureux Decu (1972, Zaiko Langa Langa)
- Mete la Verite, Chouchouna (1973, Zaiko Langa Langa)
- Liwa ya Somo (1973-1974, Zaiko Langa Langa)
- Ainsi Va La Vie, Amazone (1975, Isifi Lokole)
- Matembele Bangi, Lisuma ya Zazu (1976, Yoka Lokole)
- Mere Superieure, Bokulaka, Mabele Mokonzi, Muana Molokai (1977)
- Princesse ya Senza, Fleur Betoko, Zonga-Zonga (1978)
- Anibo, Ata Nkale (1979)
- Levre Rose (1979, con Rochereau & Afrisa)
- Telegramme (1979, con Simaro Massiya & OK. Jazz)
- Analengo (1980), Amena (1980, duo con Pepe Kalle)
- Santa, Matebu (1980, primer álbum en París)
- Melina La Parisienne, Ufukutano (1981)
- Evenement, Rendre A Caesar (1982)
- Eliana, Bukavu Dawa (1983)
- Proclamation (1984, en París con Ngashie Niarchos)
- Destin ya Moto (1985)
- L'esclave, Papa Wemba – Au Japon (live) (1986)
- Papa Wemba Ekumani (1987)
- M'fono Yami (1989)
- Biloko ya Moto-Adidas Kiesse (1991)
- Le Voyageur (1992)
- Foridoles (1994)
- Emotion (1995)
- Pôle Position (1996)
- Wake-Up (1996, duo con Koffi Olomidé)
- Nouvelle Ecriture (1997)
- Molokaï (1998)
- Nouvelle Ecriture dans L (1998)
- M’Zée Fula-Ngenge (1999)
- Muana Matebu(1999)
- A La Une (2000)
- Zea (2001)
- Bakala Dia Kuba (2001)
- Somo Trop (2003)
- Muana Molokaï (2004)
- Ba Zonkion (2005)
- Cheeky Summer time - Colaboración con Father J (2004)
- Attention L'artiste (2006)

## Influencia cultural
En 1979, Papa Wemba se convirtió en el líder no oficial de La Sape (Société des Ambianceurs et des Personnes d'Élégance), que promovió la cultura de la juventud en el entonces Zaire (luego República Democrática del Congo).
El impacto de Papa Wemba en la cultura se ve también reflejado en su influencia en una nueva generación de músicos y artistas. Por ejemplo, Priyan Weerappuli (líder del grupo de Sri Lanka Pahan Silu) se refirió a Wemba como a una de sus mayores influencias musicales. Weerappuli afirma que conoció la música de Wemba en 2004 y fue "profundamente impresionado por los ritmos libres demostrados en el estilo Soukous de Wemba" y, a partir de ese punto, "empezó a experimentar con esos ritmos en sus propias composiciones." Otro ejemplo es Dolet Malalu, que en sus pinturas refleja el ambiente Sape además de haber realizado varios happenings con la música de Papa Wemba.
Tras su muerte en abril de 2016 muchos artistas han realizados tributos a Papa Wemba. Algunos de ellos incluyen al ya mencionado Dolet Malalu, a los músicos King Kikii y Femi Kuti, e incluso a la estrella del fútbol Samuel Eto'o dio testimonio de su gran influencia sobre ellos.

## Filmografía
- Les Habits neufs du gouverneur (el traje nuevo del gobernador) (2004)
- Combat de fauves (1997)
- La Vie Est Belle (La vida es bella) (1987) - Kourou